# Чуждоземци
„Чуждоземци“ (на английски: Solar Opposites) е американски анимационен ситком, създаден от Майк Макмеън и Джъстин Ройланд, известен като съсъздател на „Рик и Морти“. Дебютира на 8 май 2020 г. в САЩ и се излъчва в интернет портала Hulu. На 18 юни 2020 г. е подновен за трети сезон с 12 епизода. На 22 юни 2021 г. е подновен за четвърти сезон с 12 епизода.

## Сюжет
Сериалът се разказва за четирима извънземни, които бягат от унищожената си планета и се разбиват в новия си дом в Америка. Земята им се струва едновременно страхотна и ужасна. Корво и Юмиюлак виждат единствено замърсяване, безгранична консумация и човешките грехове, докато Тери и Джеси обожават хората, телевизията им, вредната храна и забавлението. Мисията им: да защитят Пупа – жив суперкомпютър, който един ден ще еволюира в истинската си форма, ще ги погълне и ще преобрази Земята.

## Излъчване
| Сезони | Епизоди | Излъчване       | ТВ Канал |
| ------ | ------- | --------------- | -------- |
| 1      | 8       | 8 май 2020 г.   | Hulu     |
| 2      | 8       | 26 март 2021 г. | Hulu     |

## В България
В България сериалът започва излъчване на 7 февруари 2021 г. по Fox с разписание всяка неделя от 00:15 по два епизода. Първи сезон завършва на 28 февруари. Дублажът е на Андарта Студио. Ролите се озвучават от Ивет Лазарова, Живка Донева, Кирил Ивайлов, Симеон Владов и Сотир Мелев.